# Orologio atomico

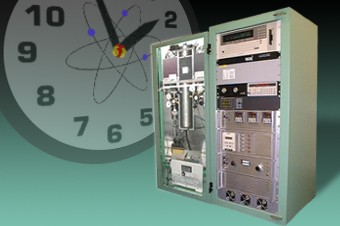
Un orologio atomico completo di apparati di supporto

L'orologio atomico è un tipo di orologio in cui la base del tempo è determinata dalla frequenza di risonanza di un atomo.

## Caratteristiche
I primi orologi atomici erano semplici maser, integrati da opportuni sistemi di rilevamento. Al giorno d'oggi i migliori orologi per la determinazione del tempo standard si basano su princìpi fisici più complessi implicanti l'uso di atomi freddi e fontane di atomi.
Gli istituti di metrologia mantengono il tempo standard con una accuratezza di 1 nanosecondo al giorno, e una precisione pari a quella della frequenza del trasmettitore radio utilizzato per "pompare" il maser. Su questa base viene mantenuta una scala del tempo stabile e continua: il Tempo atomico internazionale.
Per il computo del tempo civile viene utilizzata una scala diversa, il tempo coordinato universale (UTC). Il secondo deriva dal primo, ma è sincronizzato con il tempo astronomico, quello scandito dalla rotazione terrestre.
Il primo orologio atomico sperimentale fu costruito nel 1949 e installato presso il National Bureau of Standards, nel Maryland, nella contea di Montgomery. Il primo modello sufficientemente accurato, basato su transizioni di livelli energetici dell'atomo di cesio, fu costruito nel 1955 da Louis Essen al National Physical Laboratory in Gran Bretagna. Fu installato presso l'osservatorio di Greenwich a Londra. L'uso di questi orologi ha portato nel 1967 alla definizione del secondo sulla base del tempo atomico. Dal 1972 (data dell'introduzione del "tempo atomico") al 1999 sono stati aggiunti complessivamente al "tempo terrestre" 22 secondi.
Nell'agosto 2004 scienziati del National Institute of Standards and Technology hanno presentato un prototipo sperimentale di orologio atomico integrato su un chip. Gli autori ritengono che questo dispositivo abbia dimensioni pari a un centesimo di quelle del più piccolo orologio atomico precedente. Richiederebbe inoltre solamente 75 mW di potenza elettrica per funzionare, rendendolo così impiegabile in dispositivi portatili a batteria.

## Il funzionamento
Gli orologi atomici a maser utilizzano una cavità risonante contenente un gas ionizzato. Solitamente è usato il cesio, perché questo elemento è stato alla base della definizione del secondo per un lungo periodo della seconda metà del XX secolo. Questo fa dell'oscillatore al cesio, lo standard primario per gli orologi atomici.
Il cuore di un orologio atomico è costituito, oltre che dalla cavità magnetron già accennata, da un oscillatore/trasmettitore radio sintonizzabile e un anello di retroazione (un servosistema) che regola la frequenza dell'oscillatore esattamente sulla frequenza di risonanza atomica. Il trasmettitore riempie la cavità con onde stazionarie; quando la frequenza coincide con la frequenza atomica, gli elettroni atomici assorbono le onde radio e saltano al livello energetico superiore. Tornando al livello originario, riemettono sotto forma di luce l'energia precedentemente assorbita. Se la frequenza di pompaggio del dispositivo si discosta dalla frequenza di risonanza atomica, l'intensità della luce prodotta cala. Una fotocellula rileva quindi la variazione e un circuito corregge la frequenza per riportare l'intensità luminosa al suo valore massimo.
Lo schema di retroazione deve anche sopprimere effetti indesiderati, come le frequenze di altri livelli elettronici o distorsioni nelle transizioni, la variazione della temperatura, ecc. Per esempio la frequenza delle onde radio può essere modulata come semplice seno, in modo che la luminosità alla fotocellula abbia un andamento variabile di questo tipo. Il segnale può essere poi utilizzato per controllare la deriva a lungo termine della frequenza. Il risultato è quello di fare oscillare (entro un certo margine di errore) il generatore di microonde. Quando il sistema viene acceso è necessario un certo tempo affinché vada a regime e dia segnali di orario affidabili. Un contatore conta i cicli della frequenza originale e li comunica a un calcolatore, che li presenta in forma numerica, o li può trasmettere via radio o in rete.
Esistono diverse varianti. Gli orologi al rubidio hanno un basso costo, un limitato ingombro (i modelli commerciali occupano un volume di 400 cm3) e buona stabilità termica a breve termine. Sono usati in applicazioni commerciali e nell'industria aerospaziale. I maser a idrogeno (costruiti in particolare in Russia) sono dei cronometri: hanno una stabilità a breve termine migliore di altri sistemi, ma perdono progressivamente l'accuratezza.
Spesso uno standard viene adottato per correggerne un altro. Per esempio, in alcune applicazioni commerciali è impiegato un oscillatore al rubidio asservito a un ricevitore GPS. Questo metodo permette di raggiungere una buona accuratezza a breve termine, insieme a una stabilità a lungo termine riferibile al tempo standard degli USA.
Di importanza pratica è anche la durata di vita di un riferimento standard. I moderni tubi maser al rubidio durano oltre dieci anni e hanno un costo di circa 50 €. I tubi al cesio usati dagli uffici metrologici nazionali hanno una durata di circa sette anni, e costano oltre 30.000 €. I sistemi a idrogeno hanno una durata limitata dal rapporto tra la quantità d'idrogeno accumulata (tipicamente in bombole con idride all'interno) e quella consumata per unità di tempo.

## Sviluppi futuri
Attualmente la ricerca punta a realizzare orologi atomici più compatti, economici, accurati e affidabili, anche se questi obiettivi spesso sono in reciproco contrasto.

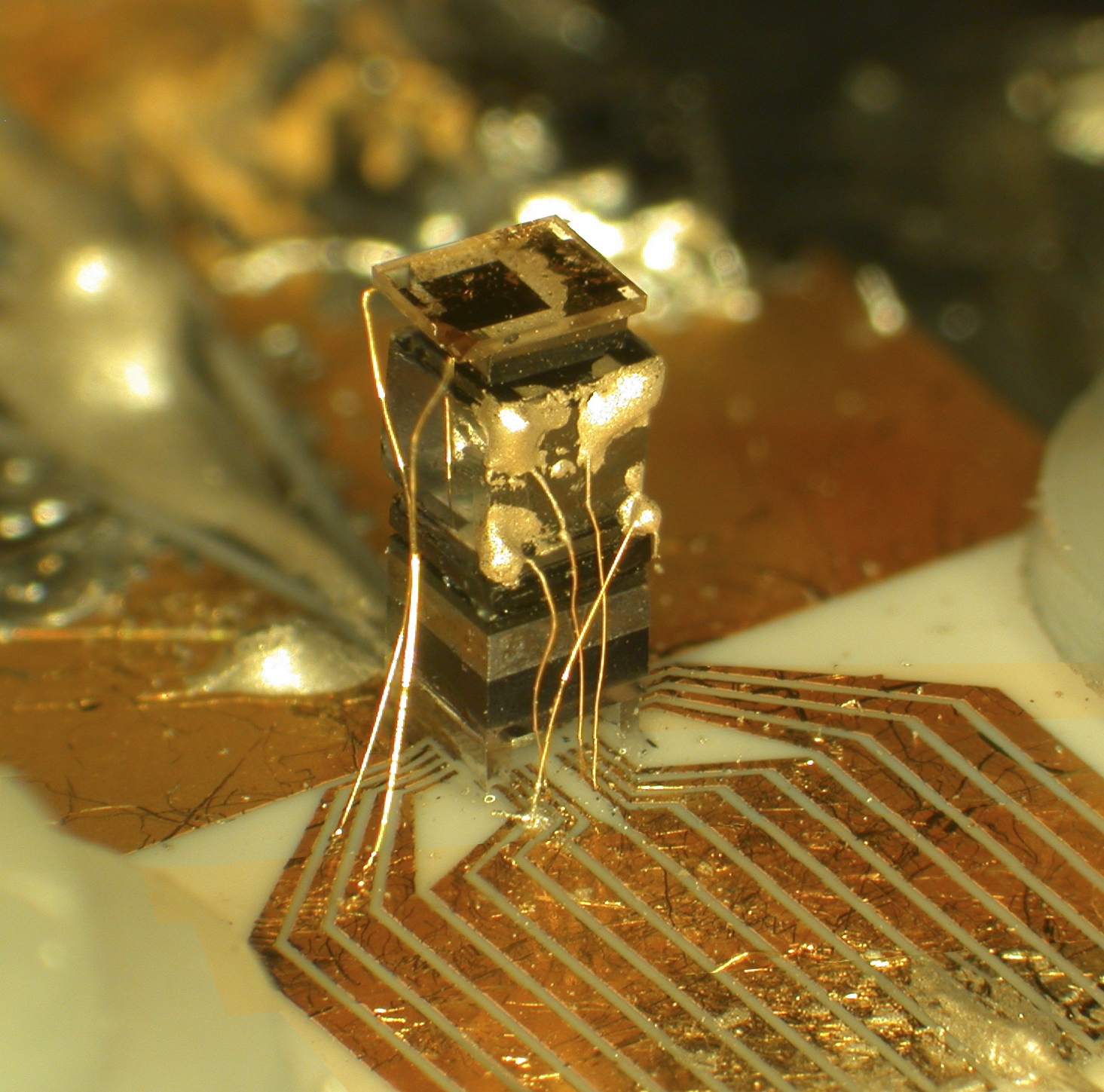
Un orologio atomico su chip sviluppato al NIST.

Molti studi si focalizzano sull'impiego di trappole di ioni. Teoricamente, un singolo ione mantenuto sospeso in un campo elettromagnetico può essere tenuto sotto osservazione per un lungo periodo di tempo, ottenendo nel contempo una maggiore accuratezza e minori consumi e dimensione. L'orologio a singolo ione ha una bassa stabilità nel breve periodo poiché lo ione è soggetto a continue vibrazioni dovute alla temperatura. Per questo motivo si impiegano sistemi di raffreddamento laser degli ioni abbinati a risonatori ottici, allo scopo di sopprimere gli effetti dovuti al rumore termico e meccanico. La tecnica migliore consente di raffreddare un risonatore allo zaffiro alla temperatura dell'elio liquido. Il laser invece non è molto usato. Ne consegue che le trappole ioniche attuali sono compatte, ma i dispositivi ausiliari occupano invece molto spazio.

Alcuni ricercatori hanno elaborato trappole ioniche con differente geometria, per esempio nuvole allungate di ioni danno una migliore accuratezza a breve termine.
Uno tra i migliori sistemi attualmente sviluppato impiega ioni di mercurio.
È stato creato al NIST e sfrutta un laser con impulso di un femtosecondo. Ha una precisione di 5 ordini di grandezza in più rispetto agli orologi al cesio.
I suoi progettisti dicono che potrebbe sbagliare di un secondo "dopo 4,5 miliardi di anni".
Un particolare isotopo dell'itterbio presenta una precisa e definita frequenza di risonanza in uno dei suoi livelli di transizione iperfine.

Lo stronzio ha uno stato di transizione iperfine che non è preciso ma può essere attivato da un laser a stato solido, permettendo la realizzazione di dispositivi molto economici, compatti e durevoli. Recentemente è stato scoperto che l'atomo di alluminio è il più preciso: un errore di un secondo ogni 5 miliardi di anni.
Nel 2015 è stato ottenuto un nuovo record: il Laboratorio di metrologia quantistica dell'Istituto per le ricerche sulla fisica e la chimica in Giappone ha usato due reticoli ottici con atomi di stronzio a -180 gradi Celsius e calibrati con due laser creando così un orologio che perderebbe un secondo ogni 15 miliardi di anni (avrebbe perso meno di un secondo in tutta la durata dell'universo fino ad ora).
Ricercatori del NIST, utilizzando un'architettura innovativa hanno realizzato un orologio atomico 3D raggiungendo una precisione di 3,5 parti su 10 miliardi di miliardi. L'orologio è stato realizzato utilizzando atomi di stronzio in un reticolo tridimensionale.